# Авіадиспетчер

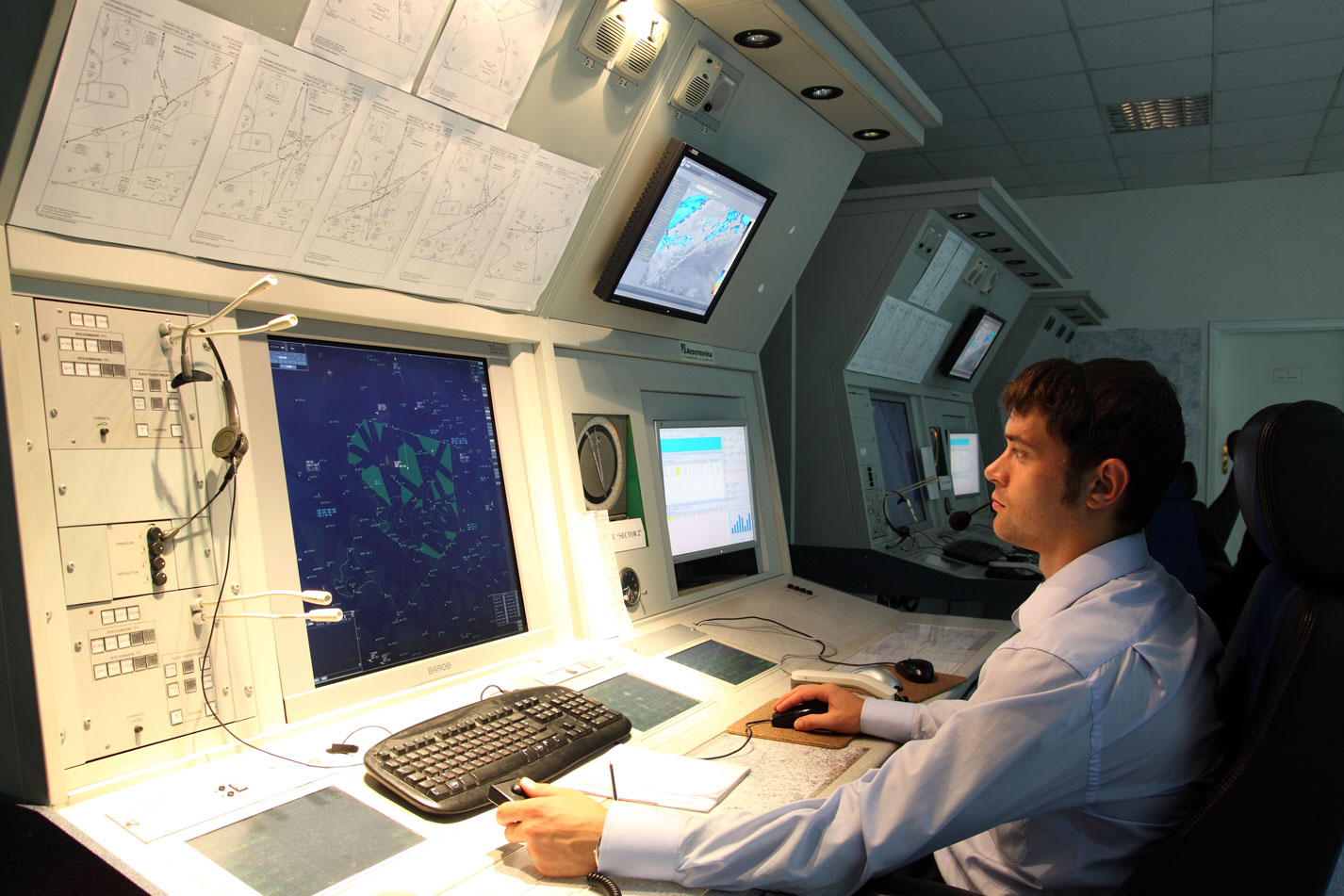
Авіадиспетчер за роботою

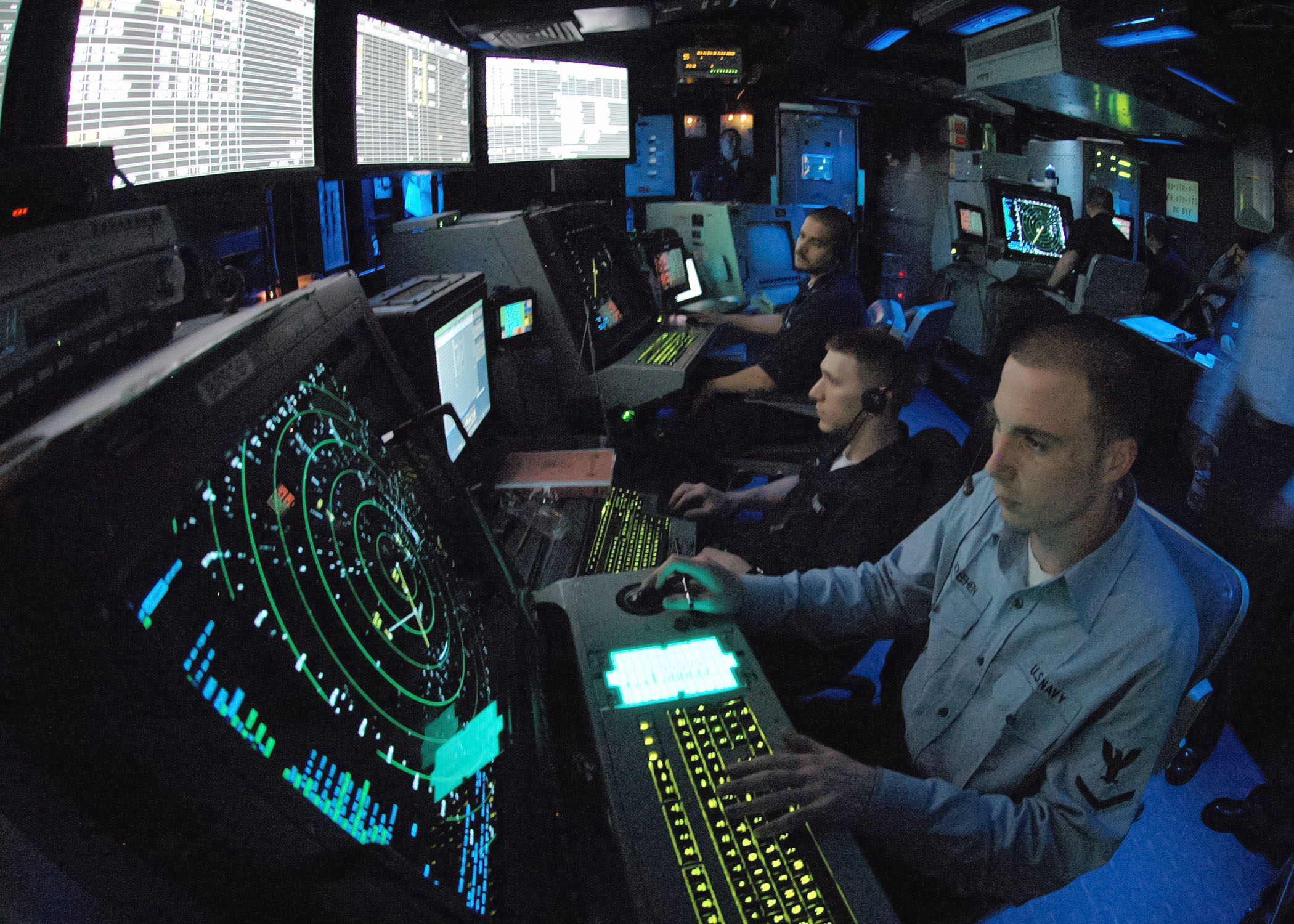
Авіадиспетчери за роботою

Авіадиспетчер або Диспетчер УПР — авіаційний спеціаліст, один із основних елементів глобальної системи обслуговування повітряного руху (ОПР), здачами якого є — підтримка безпечного, впорядкованого та  прискореного потоку повітряного руху. До диспетчера КПР існують жорсткі вимоги як до вмінь, навичок, так і до рівня знань (повітряної навігації, авіаційної метеорології, нормативних документів, загальних технічних знань та володіння англійської мови на рівні не нижче ICAO level 4). Кожен фахівець повинен скласти спеціальний психологічний тест на професійну придатність, а також проходити регулярні медичні обстеження та мати медичний сертифікат міжнародного типу JAR.
Основною діяльністю диспетчера є — забезпечення ешелонування, дотримання того, щоб ПС (повітряні судна) були на безпечній відстані або висоті одне від одного, в своїй зоні відповідальності. Але робота диспетчера це передусім робота в команді, оскільки кожне ПС передається по ланцюгу від одного диспетчера до іншого, від запуску двигунів (диспетчер руління), видачі вказівки до зльоту (диспетчер аеродромної вишки), управління в термінальній зоні (термінальним диспетчером або диспетчером підходу), управління при польоті по маршруту (районний диспетчер), а далі в зворотній послідовності для безпечної посадки.
20 жовтня — Міжнародний день авіадиспетчера.